# Isoxazool
Isoxazool is een azool met een zuurstof- en een stikstofatoom naast elkaar in een heterocyclische vijfring. Het is structureel verwant met oxazool, waarin het zuurstof- en stikstofatoom gescheiden zijn door een koolstofatoom.
De isoxazoolgroep komt in talrijke natuurproducten voor, bijvoorbeeld in iboteenzuur en muscimol die uit vliegenzwammen geïsoleerd worden. Veel synthetische, biologisch actieve stoffen bezitten een isoxazoolgroep. Voorbeelden zijn:
- Geneesmiddelen: danazol, risperidon, paliperidon, leflunomide, valdecoxib
- Insecticide: isoxathion, zolaprofos
- Herbiciden: carboxazool, isoxaflutol, isoxaben, isoxachlortol
- Fungiciden: hymexazol